# Будяк пагорбовий
Будяк пагорбовий (Carduus collinus) — вид квіткових рослин роду будяк (Carduus) родини айстрові (Asteraceae).

## Поширення
Вид є ендеміком Паннонської рівнини. Зустрічається на території Угорщини, Словаччини, Румунії, Польщі, Словенії, Хорватії. В Україні проходить північно-східна межа ареалу. Відоме єдине підтверджене місце знаходження виду — популяція площею кілька гектарів на горі Чорна гора поблизу Мукачеве у Закарпатській області.

## Охорона
Вид занесений до Червоної книги України зі статусом «Зникаючий». Охороняється у Карпатському біосферному заповіднику (масив «Чорна Гора»).